# Los Angeles Angels
Die Los Angeles Angels (ehemals California Angels, Anaheim Angels und Los Angeles Angels of Anaheim) sind ein Major-League-Baseball-Team der American League.
Der Verein trägt seine Heimspiele im Angel Stadium in Anaheim aus.

## Geschichte
Lange Jahre hatte die Region um Los Angeles versucht, ein Team der American League nach Kalifornien zu bekommen. Bereits 1940 sollten die St. Louis Browns den Weg nach Süden antreten, aber die Besitzer der anderen Teams der American League ließen den Wechsel nicht zu. 1942 sollte der Wechsel dann stattfinden. Ein Spielplan mit einem Team in Los Angeles war schon aufgestellt, aber der Angriff auf Pearl Harbor am 7. Dezember 1941 machte jeglichen Major-League-Sport in Kalifornien unmöglich. Die Browns waren 1953 wieder im Gespräch, wechselten aber nach Baltimore. Auch die Washington Senators und die Philadelphia Athletics waren im Gespräch, aber auch hier ergab sich nichts konkretes. So kam Los Angeles 1957 durch den Umzug der Brooklyn Dodgers nach Westen zu seinem ersten MLB-Team aus der National League.
Ein Team der American League in Los Angeles wurde erst durch die Erweiterungen der Ligen auf jeweils 10 Mannschaften im Jahre 1961 möglich. Erster Besitzer des Teams war der Country-Musiker Gene Autry, der eigentlich nur die Übertragungsrechte für das neue Team erwerben wollte, aber dazu überredet wurde, das Team komplett zu übernehmen.
Autry nannte das Team Los Angeles Angels, ursprünglich der Name eines Teams in der California League 1892. Auch ein Team der Pacific Coast League führte den Namen Los Angeles Angels von 1903 bis 1957. Dieses Team zog nach Spokane. Walter O’Malley, der Besitzer der Los Angeles Dodgers, besaß noch die Namensrechte, die ihm Autry für 300.000 $ abkaufte.
Das erste Jahr verlief für ein Expansion Team recht erfolgreich, die Angels gewannen 70 Spiele, ein bis heute gültiger Rekord für einen Liga-Neuling. In ihrer zweiten Saison waren sie lange Zeit in den Titelkampf der American League involviert, am 4. Juli 1962 führten sie sogar die Tabelle an. Am Saisonende stand der dritte Platz, 10 Spiele hinter den New York Yankees zurück. Bo Belinski warf in dieser Saison am 5. Mai den ersten No-Hitter in der Geschichte der Angels. 1964 gewann Pitcher Dean Chance den Cy Young Award für die Angels.
Am 2. September 1965 verkündeten die Teambesitzer, dass das Team ab sofort wegen seines Umzugs nach Anaheim nun California Angels hieße. Mit dem Umzug stiegen die Zuschauerzahlen bedeutend an, waren im letzten Jahr in Los Angeles nur knapp 570.000 bei den Spielen, stieg diese in der neuen Heimat auf über 1,4 Mio. an.
Im Jahr 1970 gewann Alex Johnson als bisher einziger Angels-Spieler den batting title in der American League. Weitere bemerkenswerte Spieler dieser Zeit waren Jim Fregosi, Ken McBride, Albie Pearson, Buck Rodgers und Leon Wagner.
Der größte Teil der 70er war für die Angels nur mit durchschnittlichen Leistungen verbunden. Die große Ausnahme war die Verpflichtung von Nolan Ryan, der 4 no-hitter für die Angels warf und viele andere Rekorde brach. 1979 hatte Ryan eine Bilanz von 16 Siegen und 14 Niederlagen. Der damalige General Manager der Angels, Buzzi Bavasi, erlaubte Ryan den Status eines Free Agents, was Bavasi später als den größten Fehler seines Lebens bezeichnete. In diesem Jahr gewannen die Angels erstmals die American League West, Don Baylor wurde zum MVP der American League gewählt. Gegen die Baltimore Orioles unterlag man aber in der ALCS mit 1:3.
1982 kam Reggie Jackson zu den Angels. Mit ihm konnten die Angels wieder die AL West gewinnen, führten in der American League Championship Series gegen die Milwaukee Brewers schon mit 2:0, verloren aber die letzten drei Spiele. Auch 1986 konnten die Angels einen weiteren Divisionstitel mit Manager Gene Mauch feiern, Wally Joyner und Chuck Finley hatten daran einen großen Anteil. Gegen die Boston Red Sox führten die Angels mit 3:1 Siegen, hätten wiederum nur einen Sieg aus den folgenden drei Spielen benötigt, unterlagen aber wieder dreimal hintereinander.
Nach dieser Saison folgten für die Angels 16 Jahre ohne Play-off-Teilnahme. 1989 hatten sie im August einen großen Vorsprung, verspielten diesen aber noch gegen die Oakland Athletics.
1995 hatten die Angels ebenfalls einen großen Vorsprung im August, brachen aber auch aufgrund von Verletzungsproblemen wieder ein und waren am Ende punktgleich mit den Seattle Mariners. In einem Entscheidungsspiel behielten die Mariners mit 9:1 die Oberhand. Nach dem Tod von Gene Autry 1998 übernahm die Disney Company, die bisher nur Teilinhaber war, die Leitung des Teams. Auch der Name änderte sich, seit 1997 nannte man sich Anaheim Angels.
2002 folgte das bislang erfolgreichste Jahr der Angels. Unter Manager Mike Scioscia gewannen die Kalifornier 99 Spiele und konnten sich die Wild Card der American League sichern. Gegen die favorisierten New York Yankees setzte man sich dann in der American League Divisional Series mit 3:1 durch, die Minnesota Twins besiegte man in der Championship Series mit 4:1. Erstmals in ihrer nun über vierzigjährigen Vereinsgeschichte hatten die Angels die World Series erreicht. Gegner in einem rein kalifornischen Finale waren die San Francisco Giants mit ihrem Superstar Barry Bonds. In einer dramatischen World Series 2002 behielten die Angels in 7 Spielen die Oberhand. Als entscheidender Punkt des Erfolges wird Spiel 6 angesehen. Die Angels lagen im siebten Inning mit 5:0 zurück, acht Outs von der endgültigen Niederlage entfernt. Mit jeweils 3 Runs im siebten und achten Inning drehten die Angels den Spieß noch um und gewannen das Spiel mit 6:5. Im siebten Spiel siegten die Angels dann mit 4:1. Troy Glaus wurde zum World-Series-MVP ernannt. Einwechselwerfer Francisco Rodríguez, der nie zuvor den Sieg in einem Major-League-Spiel gutgeschrieben bekommen hatte, gewann fünf Play-off-Spiele und Pitcher John Lackey war der erste Rookie, der das siebte Spiel einer World Series seit 93 Jahren gewinnen konnte.
Weitere Erfolge in der AL West folgten in den Jahren 2004 und 2005. 2004 unterlag man den Boston Red Sox mit 0:3 in der American League Divisional Series. 2005 konnten die Angels erstmals ihren Divisionstitel erfolgreich verteidigen und eliminierten in den Play-offs die Yankees in fünf Spielen. Allerdings setzten sich in der ALCS die Chicago White Sox ebenfalls in fünf Spielen durch und die Angels verpassten den Einzug in die World Series 2005. Bartolo Colón gewann als zweiter Angels-Pitcher den Cy-Young-Award.
Am 2. Januar 2005 benannte sich das Team in Los Angeles Angels of Anaheim um, um sich als größeres Team der Umgebung von Los Angeles auszuzeichnen und auf die ursprüngliche Herkunft aufmerksam zu machen. Gegen diese Entscheidung allerdings klagten nun die Stadtoberhäupter von Anaheim, unterlagen allerdings und mussten den neuen Namen des Teams akzeptieren. 2016 wurde ohne großes mediales Aufsehen schließlich auch noch der „of Anaheim“-Teil des Namens weggelassen, sodass das Team aktuell schlicht Los Angeles Angels heißt.
2006 wollten die Angels Meister der West-Division der American League werden, konnten die Saison allerdings mit 89 Siegen und 73 Niederlagen nur auf dem zweiten Platz hinter den Oakland Athletics beenden. In diesem Jahr spielte Tim Salmon seine letzte Saison. Seinen 300. Homerun konnte er nicht mehr erzielen und so räumte er mit 299 Homeruns für immer den Platz.
Ein Jahr später konnten sie den Titel 2007 doch noch holen und zogen mit 94 Siegen und 68 Niederlagen in die Play-offs ein, schieden dort aber in den Division Series gegen die Boston Red Sox mit drei verlorenen Spielen aus. Zum Ende der Saison trat der General Manager Bill Stoneman zurück. Seinen Job übernahm Tony Reagins.
Auch 2008 wurden die Angels zum siebten Mal West-Division Meister der American League. Stark wie nie zuvor konnten sie während der regulären Saison 100 Spiele gewinnen – 21 mehr als der Tabellenzweite, die Texas Rangers. In den AL Division Series, die Anaheim wie im Jahr zuvor wieder gegen die Red Sox bestritt, konnten sie lediglich ein Spiel gewinnen.
2009 verließ der schon lange bei den Angels spielende Pitcher Francisco Rodríguez den Verein und wechselte zu den New York Mets. Jon Garland ging zu den Arizona Diamondbacks und Mark Teixeira spielte nun bei den New York Yankees. Von den Yankees kam Bobby Abreu und von den Colorado Rockies Brian Fuentes nach Anaheim. Zwei Trauerfälle erschütterten dieses Jahr den Verein: Am 13. Januar starb Preston Gómez, der Assistent des General Managers, infolge der Verletzungen, die er sich im März 2008 zuzog, als er von einem Auto angefahren wurde. Am 9. April wurde Pitcher Nick Adenhart bei einem Autounfall in Kalifornien getötet. Zur Erinnerung an ihn wurde auf den Trikots der Mannschaft im herznahen Bereich sein Name eingestickt. Trotz den Unglücksfällen konnten die Angels ihren achten West-Division Titel holen und in die Play-offs einziehen. Nachdem sie zwei Jahre lang in den Division Series jedes Mal von den Red Sox besiegt worden waren, schafften sie es 2009, Boston mit drei Siegen in Folge zu schlagen und in den AL Championship einzuziehen. Dort mussten sie sich allerdings gegen die Yankees geschlagen geben (4:2 Siege).

## Nicht mehr vergebene Nummern
- 11 Jim Fregosi
- 26 Gene Autry
- 29 Rod Carew
- 30 Nolan Ryan
- 50 Jimmie Reese
- 42 Jackie Robinson*

* Jackie Robinsons Nummer wird von keinem MLB-Team mehr vergeben.

## Minor-League-Teams der Angels
Zum Franchise der Angels gehören folgende Minor-League-Teams:
- AAA: Salt Lake Bees, Salt Lake City, Utah
- AA: Rocket City Trash Pandas, Madison, Alabama
- High-A: Tri-City Dust Devils, Pasco, Washington
- Low-A: Inland Empire 66ers, San Bernardino, Kalifornien
- Rookie: Arizona Angels, Tempe, Arizona
- Rookie: Dominican Angels, Dominikanische Republik